# Lizzo
Melissa Viviane Jefferson (Detroit, Michigan, 27. travnja 1988.), poznatija kao Lizzo, američka je pjevačica i reperica. S 10 godina se preselila u Houston, Texas, gdje je počela nastupati prije nego što se preselila u Minneapolis, gdje je započela svoju karijeru u hip hop glazbi. Prije potpisivanja ugovora s diskografskom kućom Nice Life i Atlantic Recordsom, Lizzo je izdala dva studijska albuma – "Lizzobangers" (2013.) i "Big Grrrl Small World" (2015.). Njezin prvi EP velike izdavačke kuće, "Coconut Oil", objavljen je 2016. godine.
Lizzo je postigla velik uspjeh objavljivanjem svog trećeg studijskog albuma, "Cuz I Love You" (2019.), koji je zauzeo četvrto mjesto američke ljestvice Billboard 200. Album je iznjedrio singlove "Juice" i "Tempo" (duet s Missy Eliott). Deluxe verzija albuma uključivala je singl "Truth Hurts" iz 2017., koji je postao viralni hit. Dospjela je na vrh Billboard Hot 100 i postala najduže vodeća solo pjesma reperice. Otprilike u to vrijeme, njezin singl "Good as Hell"  također se popeo na ljestvice, dosegnuvši prvih deset na Billboard Hot 100 i UK Singles Chart. Lizzo je dobila osam nominacija na 62. dodjeli Grammyja, više od svih izvođača te godine.
Godine 2021. Lizzo je objavila singl "Rumors" s Cardi B, koji je debitirao u prvih pet Billboard Hot 100. Njezinom četvrtom studijskom albumu "Special" (2022.) prethodio je glavni singl "About Damn Time", koji je dosegao prvo mjesto na Billboard Hot 100. Osim pjevanja i repanja, Lizzo je radila i kao glumica: posudila je glas u animiranom filmu UglyDolls (2019.) i pojavila se u kriminalističkoj komediji-drami Hustlers (2019.). Također je voditeljica reality televizijske serije "Lizzo's Watch Out for the Big Grrrls" na Amazon Prime-u, za koju je osvojila nagradu Emmy.
Stekla je nadimak "Lizzo", kao varijantu "Lissa" inspiriranu Jay-Z-jevim singlom "Izzo".

## Vanjske poveznice
- Službena web-stranica
- Lizzo at AllMusic